# アラスカ時間
アラスカ時間（アラスカじかん）では、アメリカ合衆国アラスカ州の標準時について記す。

## 時間帯
アラスカ州では以下の2つの標準時が使用されている。
- 西経169.5度（西経169度30分）以西の島

ハワイ・アリューシャン標準時（UTC-10）を使用。夏時間（アラスカ夏時間）はUTC-9。
- 上記以外の地域

アラスカ標準時を使用。夏時間はUTC-8。
非公式にハイダーでは連邦政府の施設である郵便局を除き、隣接するカナダのブリティッシュ・コロンビア州と同じ太平洋標準時（UTC-8）と太平洋夏時間（UTC-7）が使用されている。これは、ハイダーがカナダからの道路のみで繋がっている、実質アメリカとカナダの国境で分断された単一の町であるからである。また、インディアン特別保留地であるメトラカトラでも同様の措置がとられている。

## 歴史
アラスカでは1901年に標準時が使用され始めた。それ以前は各地域で太陽の観測所を設置して、それに基づいた地方平均時を使用していた。1867年10月18日に、ロシアに属していたアラスカ（ロシア領アメリカ）がアメリカ合衆国に買い取られた（アラスカ購入）際に日付変更線の東側に移った。そのため、ロシア領アメリカの首都であったシトカ（135.3345°W）の標準時は、1867年以前は+14:59であったが、その後は-9:01となった。この時、アラスカではユリウス暦からグレゴリオ暦に暦が変更されたため、12日分日付がスキップし、10月6日の後に10月18日が続くような形になった。ヨーロッパで使用されている暦からアラスカで用いられていた暦では12日分の差があったため、1867年以前のアラスカはGMT+14ではなくGMT-274を使用していたとすることも可能である。
1901年から1983年まで、以下の標準時が使用されていた。
- ノーム、アダック（英語版）、西海岸地域、アリューシャン列島 - UTC-11[3][4]
- アンカレッジ、フェアバンクス、その周辺地域 - UTC-10[2]
- ヤクタト - UTC-9[5]
- ジュノー、アラスカ南東部 - UTC-8[6]

1942年から1945年には、アラスカを含むアメリカのすべて地域が標準時を1時間進めた。1967年にはアラスカを含むアメリカの多くの地域で夏時間が導入された。
1983年、アラスカでそれまで使われていた標準時を統廃合し、2つの時間帯に再編した。アリューシャン列島ではUTC-10を、それ以外の地域ではUTC-9を採用した。

## tz database
tz databaseの2017年C版では、歴史的な理由からアラスカに7つの時間帯が含まれている。現在、実際に使用されているのは3つの時間帯（America/Adak、America/Anchorage、America/Metlakatla）である。
| 国 | 座標            | TZ                 | コメント                                  | 協定世界時との差 | 夏時間 | 備考 |
| -- | --------------- | ------------------ | ----------------------------------------- | ---------------- | ------ | ---- |
| US | +611305-1495401 | America/Anchorage  | アラスカ時間                              | -09:00           | -08:00 |      |
| US | +581807-1342511 | America/Juneau     | アラスカ時間 - アラスカ・パンハンドル     | -09:00           | -08:00 |      |
| US | +571035-1351807 | America/Sitka      | アラスカ時間 - 南東アラスカ・パンハンドル | -09:00           | -08:00 |      |
| US | +593249-1394338 | America/Yakutat    | アラスカ時間 - アラスカ・パンハンドル地峡 | -09:00           | -08:00 |      |
| US | +643004-1652423 | America/Nome       | アラスカ時間 - 西アラスカ                 | -09:00           | -08:00 |      |
| US | +515248-1763929 | America/Adak       | アリューシャン列島                        | -10:00           | -09:00 |      |
| US | +550737-1313435 | America/Metlakatla | メトラカトラ時間 - アネット島             | -08:00           | -08:00 |      |